# Mamie Till
Mamie Elizabeth Till-Mobley (nacida como Mamie Elizabeth Carthan; 23 de noviembre de 1921 - 6 de enero de 2003) fue una educadora y activista estadounidense. Era la madre de Emmett Till, el chico de 14 años asesinado en Misisipi el 28 de agosto de 1955, tras las acusaciones de que le había silbado a una mujer blanca, una dependienta en la tienda de su marido, donde el chico fue a comprar, llamada Carolyn Bryant. Para el funeral de Emmett, en Chicago, Mamie Till insistió en que el ataúd que contenía su cuerpo se dejara abierto, porque, en sus palabras, «quería que el mundo viera lo que le hicieron a mi bebé...».
Nacida en Misisipi, se había mudado de niña con sus padres al área de Chicago durante la «Gran Migración». Después del asesinato de su hijo, se convirtió en educadora y activista del Movimiento por los Derechos Civiles.

## Biografía

### Primeros años
Nacida Mamie Elizabeth Carthan el 23 de noviembre de 1921 en Webb, Misisipi, era una niña cuando su familia se trasladó desde el sur de Estados Unidos durante la Gran Migración, el periodo en el que cientos de miles de afroamericanos sureños se trasladaron al norte de Estados Unidos.
En 1922, poco después de su nacimiento, su padre, Nash Carthan, se trasladó a Argo, Illinois, cerca de Chicago. Allí encontró trabajo en la Argo Corn Products Refining Company. Alma Carthan se unió a su marido en enero de 1924, llevando consigo a Mamie, de dos años, y a su hermano John. Se instalaron en un barrio de Argo de mayoría afroamericana.
Cuando Mamie tenía 13 años, sus padres se divorciaron. Devastada, se volcó en su trabajo escolar y destacó en sus estudios. Alma tenía grandes esperanzas puestas en su única hija, y aunque Alma Carthan decía que en su época «las chicas tenían una sola ambición: casarse», animaba a Mamie en sus estudios.
A los 18 años conoció a un joven de Nueva Madrid, Misuri, llamado Louis Till. Empleado de la Argo Corn Company, era un boxeador aficionado muy popular entre las mujeres. Sus padres lo desaprobaron, pensando que el carismático Till era «demasiado sofisticado» para su hija. Ante la insistencia de su madre, rompió su noviazgo. Pero la persistencia de Till se impuso y se casaron el 14 de octubre de 1940. Ambos tenían 18 años.
Su único hijo, Emmett, nació nueve meses después. Se separaron en 1942, cuando Mamie descubrió que él le había sido infiel. Durante una fuerte discusión Louis la asfixió hasta dejarla casi inconsciente, a lo que ella respondió arrojándole agua hirviendo. Finalmente, Mamie obtuvo una orden de alejamiento contra él. Después de que Louis violara la orden repetidamente, un juez le obligó a elegir entre alistarse en el ejército estadounidense o ir a la cárcel. Eligió la primera opción y se alistó en 1943.
En 1945, la Sra. Till recibió la notificación del Departamento de Guerra de que, mientras servía en Italia, su marido había sido ejecutado por «mala conducta intencionada». Sus intentos de obtener más información fueron bloqueados por la burocracia del ejército de Estados Unidos. Los detalles completos de los cargos criminales y la ejecución de Louis Till no se conocieron hasta diez años después. Había sido acusado (junto con su cómplice Fred A. McMurray) de violar a una mujer italiana. Ambos fueron juzgados y declarados culpables por un consejo de guerra del ejército de EE. UU. y condenados a morir en la horca. La sentencia fue apelada pero denegada. Los cuerpos de ambos fueron enterrados cerca del cementerio estadounidense de la Primera Guerra Mundial situado en Oise-Aisne, en una zona conocida como la Parcela E, o el Quinto Campo. Un análisis posterior del juicio realizado por John Edgar Wideman pondría en duda la culpabilidad de Louis Till.
A principios de la década de 1950, Mamie y Emmett se habían trasladado al South Side de Chicago. Mamie conoció a «Pink» Bradley y se casó con él, pero se divorciaron dos años después.

### Asesinato de Emmett Till
En 1955, cuando Emmett tenía 14 años, su madre lo subió al tren para pasar el verano visitando a sus primos en Money, Misisipi. Nunca volvió a verle con vida. Su hijo fue secuestrado y brutalmente asesinado el 28 de agosto de 1955, tras ser acusado de mantener un comportamiento inapropiado con una mujer blanca. Al mes siguiente, Roy Bryant y su medio hermano J.W. Milam fueron juzgados por el secuestro y asesinato de Till, pero fueron absueltos por un jurado compuesto exclusivamente por blancos tras cinco días de juicio y 67 minutos de deliberación. Un miembro del jurado dijo: «Si no nos hubiéramos parado a beber gaseosa, no habríamos tardado tanto».Sólo unos meses después, en una entrevista concedida a la revista Look en 1956, protegidos contra la doble incriminación, Bryant y Milam admitieron haber matado a Emmett Till.
Para el funeral de su hijo, Mamie insistió en que el ataúd que contenía su cuerpo se dejara abierto, porque, en sus palabras «quería que el mundo viera lo que le hicieron a mi bebé». Decenas de miles de personas contemplaron el cuerpo de Emmett, y las fotografías circularon por todo el país. Gracias a la constante atención que recibió, el caso Till se convirtió en un emblema de la disparidad de la justicia para los negros en el Sur. La NAACP pidió a Mamie Till que recorriera el país relatando los acontecimientos de la vida de su hijo, su muerte y el juicio de sus asesinos. Fue una de las campañas de recaudación de fondos más exitosas que la NAACP había conocido.

### Activismo
Tras el asesinato de su hijo, se hizo evidente que Till-Mobley era una oradora eficaz. Mantuvo una estrecha relación con muchos medios de comunicación afroamericanos, y la NAACP la contrató para dar una gira de conferencias por todo el país y compartir la historia de su hijo. Fue una de las giras de recaudación de fondos más exitosas de la historia de la NAACP, aunque se vio interrumpida por una disputa comercial con el secretario ejecutivo de la NAACP, Roy Wilkins, sobre el pago por su participación en la gira. Till-Mobley siguió alzando la voz y, en un esfuerzo por influir en el jurado durante el juicio de los asesinos de su hijo, voló a Misisipi y prestó declaración.
El activismo de Till-Mobley fue mucho más allá de lo que hizo tras la muerte de su hijo. Sin embargo, dado que la muerte de Emmett se convirtió en un símbolo de los linchamientos de mediados de la década de 1950, sigue siendo muy conocida en ese contexto. Por eso, y por todo su activismo, Till-Mobley supo utilizar su papel de madre para relacionarse con otras personas y conseguir apoyo para la causa de la justicia racial.
Gran parte de su trabajo y activismo se centró en la educación, ya que durante más de 40 años abogó por los niños que vivían en la pobreza, incluyendo 23 años de enseñanza en el sistema público de Chicago. La Sra. Till-Mobley creó «The Emmett Till Players», un grupo de teatro que trabajaba con escolares fuera de las aulas, aprendiendo e interpretando famosos discursos de líderes de los derechos civiles como Martin Luther King Jr. para inspirar esperanza, unidad y determinación a su público.

### Vida posterior y educación
Till se graduó en el Chicago Teachers College en 1960 (ahora Chicago State University, 1971). Se casó con Gene Mobley el 24 de junio de 1957. Se convirtió en profesora, cambió su apellido por el de Till-Mobley y continuó su vida como activista trabajando para educar a la gente sobre lo que le ocurrió a su hijo. En 1976 obtuvo un máster en administración educativa por la Universidad Loyola de Chicago.
En 1992, Till-Mobley tuvo la oportunidad de escuchar mientras Roy Bryant era entrevistado sobre su implicación en el asesinato de su hijo. Sin que Bryant supiera que Till-Mobley estaba escuchando, afirmó que Emmett Till había arruinado su vida. No expresó ningún remordimiento y declaró: «Emmett Till está muerto. No sé por qué no puede seguir muerto».
Mamie y Gene Mobley siguieron felizmente casados hasta la muerte de Gene a causa de un derrame cerebral el 18 de marzo de 2000.

### Muerte
El 6 de enero de 2003, Till-Mobley falleció de un fallo cardíaco a la edad de 81 años. Fue enterrada junto a su hijo en el cementerio de Burr Oak, donde su monumento reza: «Su dolor unió a una nación».

## Memorias y legado
Till-Mobley es coautora con Christopher Benson de sus memorias, Death of Innocence: The Story of the Hate Crime that Changed America, publicado por Random House en 2003, casi 50 años después de la muerte de su hijo. Murió unos meses antes de la publicación del libro.
Till-Mobley creó los Emmett Till Players, un grupo de estudiantes que viajaba para presentar obras sobre «esperanza, determinación y unidad». También fundó y presidió la Campaña por la Justicia para Emmett Till. El grupo de la campaña consiguió finalmente que se promulgaran la «Ley de Delitos contra los Derechos Civiles sin Resolver Emmett Till de 2008» y la «Ley de Reautorización de los Delitos contra los Derechos Civiles sin Resolver Emmett Till de 2016».
Whoopi Goldberg anunció en 2015 planes para una película titulada Till, basada en el libro de Till-Mobley y en su obra de teatro El rostro de Emmett Till. Danielle Deadwyler interpretó a Till-Mobley, con la recién llegada Jalyn Hall como Emmett y Goldberg como Alma Carthan. La película, dirigida por Chinonye Chukwu, se estrenó en cines el 14 de octubre de 2022.
Adrienne Warren interpreta a Till-Mobley en el drama televisivo de seis capítulos Women of the Movement (2022).
En 2022, el Congreso concedió a Till-Mobley y Emmett Till la Medalla de Oro del Congreso a título póstumo, que se expondrá en el Museo Nacional de Historia Afroamericana.
En 2023, está previsto inaugurar una estatua de Till-Mobley en una plaza dedicada a ella frente al instituto Argo Community High School, donde se graduó con matrícula de honor, en Summit (Illinois).